# Скалка (станция метро)
«Ска́лка» (чеш. Skalka) — станция на Линии А пражского метрополитена.
Открыта 4 июля 1990 года в составе четвёртого пускового участка линии А «Strašnická - Skalka». Была конечной станцией линии до открытия станции «Депо Гостиварж» 26 мая 2006 года.

## Характеристика станции

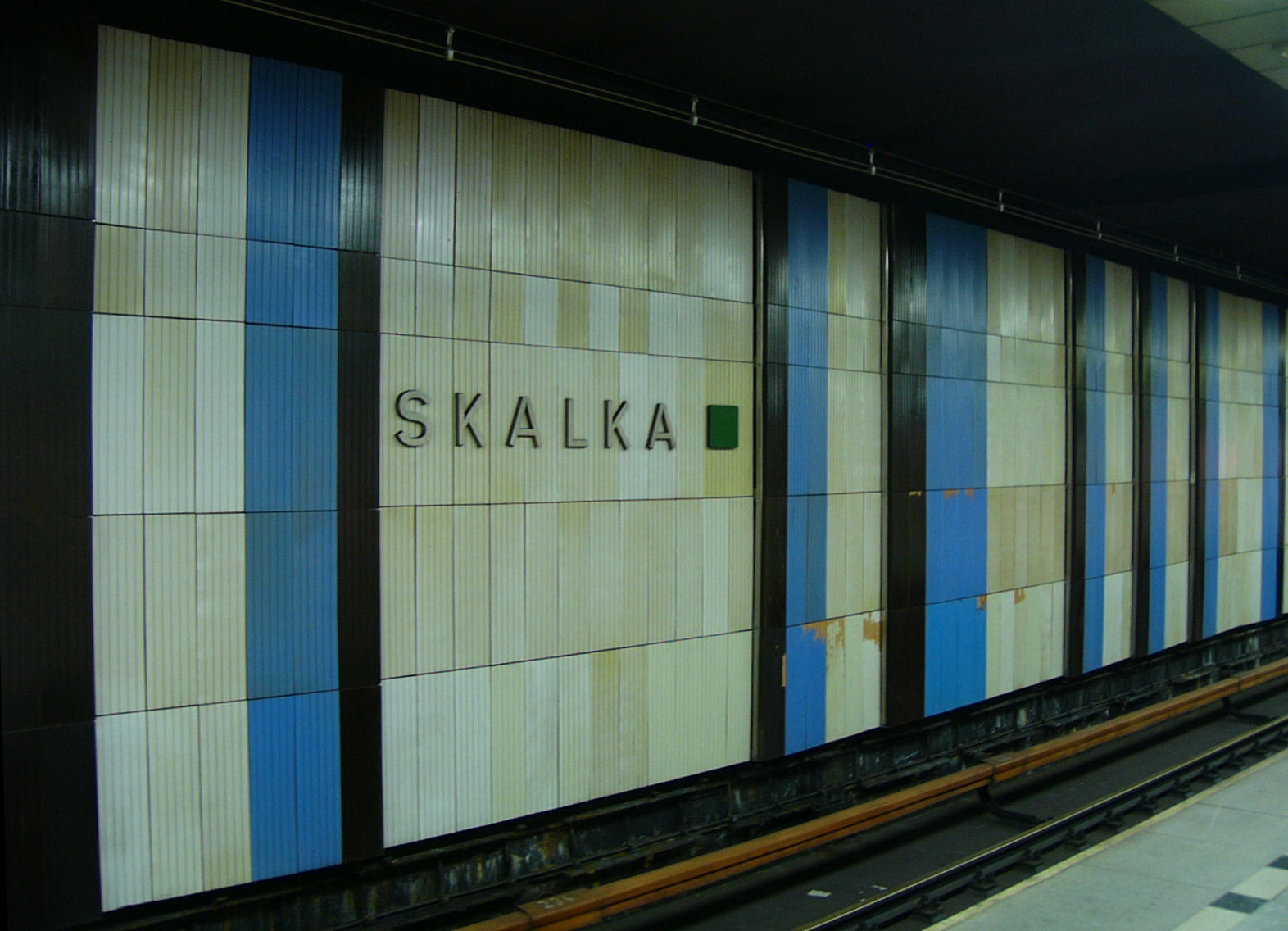
Название станции на путевой стене в 2006 году

Станция — колонная мелкого заложения, её глубина составляет 9,25 м, высота — 4,05 м. Путевые стены станции выложены глазурованными кирпичами белого, синего и тёмно-коричневых цветов. Строительство станции в 1987—1990 годы составило 291,8 млн чешских крон. На участке «Скалка — Депо Гостиварж» есть единственный в пражском метрополитене небольшой открытый наземный участок. Со стороны станции «Strašnická» расположен противошёрстный съезд, который использовался для оборота поездов до 2006 года.

## Расположение станции
Станция находится в нескольких минутах ходьбы от поселения Скалка и района Страшнице. В зону обслуживания станции входят юго-восточные районы Праги. Увеличение пассажиропотока на станции в 2000-е годы стало сказываться и на движении поездов на линии A Пражского метрополитена, в результате чего было принято решение о продлении линии метро до станции «Депо Гостиварж», которая была открыта в 2006 году.